# 파티 비디오 게임
파티 비디오 게임은 파티 게임에서 파생된 비디오 게임 장르로, 플레이어 간 상호 작용이 중심인 게임플레이 요소가 있는 비디오 게임이다. 보통 파티 비디오 게임은 플레이어가 쉽게 익히고 이해할 수 있는 간단한 컨트롤로 플레이할 수 있다.
파티 비디오 게임은 일반적으로 연속적으로 플레이할 수 있는 단기 요소로 구성되며, 때때로 미니게임 형태이다. 이러한 플레이는 단독 또는 그룹으로 플레이할 수 있으며, 일반적으로 여러 플레이어가 동시에 경쟁하는 것이 특징이다.